# ژوائو کوستا
ژوائو کوستا (انگلیسی: João Costa؛ زادهٔ ۲۸ مارس ۲۰۰۵) بازیکن فوتبال اهل برزیل است که در حال حاضر برای باشگاه فوتبال آ.اس. رم بازی می‌کند. 
وی همچنین در تیم ملی فوتبال زیر ۱۹ سال پرتغال بازی کرده است.

## دوران باشگاهی
او اولین بازی خود را در بزرگسالان برای باشگاه فوتبال آ.اس. رم به عنوان بازیکن تعویضی در شکست ۲–۰ لیگ اروپا مقابل باشگاه فوتبال اسپارتا پراگ در ۹ نوامبر ۲۰۲۳ انجام داد. او اولین گل خود را برای این تیم در بازی دوستانه مقابل باشگاه فوتبال الشباب به ثمر رساند و به تیمش کمک کرد تا در بازی پیروز شود.